# 교황 스테파노 9세
교황 스테파노 9세(라틴어: Stephanus PP. IX, 이탈리아어: Papa Stefano IX)는 제154대 교황(재위: 1057년 8월 2일 - 1058년 3월 29일)이다. 본명은 프리드리히 폰 로트링겐(독일어: Friedrich von Lothringen)이다. 프리드리히는 하로렌 공작 고트프리트 3세의 동생이자 당시 신성 로마 제국의 정계를 주름잡던 아르덴-베르됭 왕조 출신이었다. 또한 성 비안네 수도원과 매우 가까운 사이였다.

프리드리히는 본래 리에주의 성 람베르토 대성당의 수석부제가 되기로 예정되어 있었으나, 교황 빅토르 2세에 의해 파격적으로 추기경에 서임되었다. 그리고 한동안 콘스탄티노폴리스에서 교황 특사로서 임무를 수행하였다. 또한 그는 노르만족에 맞선 교황 레오 9세의 토벌대와 동행했으며, 한때는 하인리히 2세 황제를 피해 몬테카시노로 피신하기도 하였다. 빅토르 2세 교황이 선종한 지 5일째 되는 날에 프리드리히가 빅토르 2세의 뒤를 이어 교황으로 선출되었다. 새 교황은 자신의 이름으로 스테파노 9세를 선택하였다.
새 교황이 선출되어 즉위할 당시 신성 로마 제국에서는 국내적으로 여러 가지 어려운 문제가 있었기 때문에 황제의 승인은 따로 받지 않았다. 하인리히 4세는 당시에는 아직 미성년자라 태후 아그네스가 섭정하고 있었고 교황의 형은 하로렌의 공작이었으므로 사실 신성 로마 제국의 승인이 필요 없었는지도 모른다. 스테파노 9세는 교황 파스칼 1세 이래 로마의 성직자들에 의해 자유로이 교황으로 선출된 인물이었다.
스테파노 9세는 성직자들의 독신주의와 관련하여 그레고리오 개혁을 실행에 옮겼으며, 노르만족을 이탈리아에서 완전히 축출한 다음 자신의 동생을 황제로 등극시키려는 생각을 갖고 있었다. 이 당시 스테파노 9세는 중병에 걸려 겨우 일시적 내지는 부분적으로만 몸을 겨우 움직일 수 있었다. 1058년 3월 29일 스테파노 9세는 피렌체에서 선종하였다. 스테파노 9세의 재위는 비록 짧았으나 그레고리오 개혁 이전에 교회를 쇄신하고자 노력한 교황 레오 9세와 교황 니콜라오 2세와 더불어 위대한 교황으로 평가되고 있다.